# قرة تبة (نمين)
قرة تبة هي قرية في مقاطعة نمين، إيران. عدد سكان هذه القرية هو 667 في سنة 2006.